# Società italiana di statistica
La Società italiana di statistica (SIS) è una società scientifica costituita il 15 gennaio 1939 come ente morale senza fini di lucro da 42 membri promotori che approvarono il primo statuto con lo scopo fondamentale di promuovere lo sviluppo delle scienze statistiche e delle loro applicazioni in campo economico, sociale, sanitario, demografico, tecnologico, produttivo e in molti altri ambiti di ricerca.
La Società svolge questo compito, assegnatole dallo statuto, attraverso l'organizzazione di riunioni e convegni scientifici, pubblicazioni, collaborazioni con organismi affini sul piano nazionale ed internazionale.

## Descrizione
La Società dalla sua costituzione è cresciuta di pari passo con il rapido diffondersi dei metodi quantitativi di analisi dei dati in tutte le aree della ricerca scientifica e della vita sociale.
La Società italiana di statistica intrattiene rapporti di collaborazione scientifica con numerose società di statistica straniere, è affiliata all'Istituto internazionale di statistica (ISI), è membro dell'International Federation of the Classification Societies (IFCS) tramite la Sezione della SIS Classificazione ed analisi dei dati (CLADAG) e sostiene il programma dell'European Courses in Advanced Statistics (ECAS).
La Società italiana di statistica pubblica mensilmente un foglio di informazioni SIS - Informazioni e la rivista on line Statistica & Società oltre a sostenere la pubblicazione della rivista Induzioni destinata alla didattica.
Statistical Methods & Applications è la rivista scientifica della Società, stampata in lingua inglese dalla casa editrice Springer Verlag, predisposta soprattutto con lo scopo di diffondere, anche in altri paesi, i principali lavori scientifici della scuola statistica italiana.
Aderiscono alla SIS oltre mille associati, in gran parte (circa il novanta per cento) statistici (Soci, molti dei quali docenti universitari) e per il resto enti e società come ad esempio l'Istat, la Banca d'Italia, l'Istituto Guglielmo Tagliacarne, alcune camere di commercio, alcuni grandi comuni italiani oltreché ministeri.
Sono stati presidenti della SIS:
- Gaetano Pietra (1939 - 1941)
- Corrado Gini (1941 - 1945, 1949 - 1965)
- Luigi Galvani (1945 - 1949)
- Paolo Fortunati (1967 - 1980)
- Giuseppe Leti (1980 - 1988)
- Alberto Zuliani (1988 - 1992)
- Alfredo Rizzi (1992 - 1996)
- Luigi Biggeri (1996 - 2000)
- Benito V. Frosini (2000 - 2004)
- Daniela Cocchi (2004 - 2008)
- Maurizio Vichi (2008 - 2012)
- Nicola Torelli (2012 - 2016)
- Monica Pratesi (2016 - 2020)
- Corrado Crocetta (2020 - 2024)
- Marcello Chiodi (2024 ad oggi)[1]